# Certified Machinery Safety Expert
CMSE - Certified Machinery Safety Expert (Especialista Certificado em Segurança de Máquinas) é uma qualificação internacionalmente reconhecida certificada pela TÜV Nord,  CMSE é uma marca registada da Pilz GmbH & Co. KG 
Desde que determinadas condições sejam cumpridas, é possível obter o título de especialista em segurança de máquinas.

## Características
Um CMSE - Certified Machinery Safety Expert é um especialista em segurança de máquinas. Ele é especializado no cumprimento dos regulamentos de segurança de máquinas, com o objetivo de prevenir acidentes para proteção de pessoas e conservação de bens materiais. A base do trabalho é aplicar as normas e os regulamentos relativos às máquinas utilizadas dentro de uma empresa. A qualificação destina-se a complementar a formação profissional ou um ciclo de estudo.

## Formação
O título de CMSE® - Certified Machinery Safety Expert é concedido por meio de um certificado com validade internacional após a conclusão de um curso de formação adequado. Está condicionado à aprovação no exame final .
Para participar num curso de formação são precisos, pelo menos, cinco anos de experiência profissional na área de segurança de máquinas. Alternativamente é possível obter a admissão ao curso de formação através de uma combinação de estudo e de, pelo menos, um ano de experiência profissional.
Com base nos princípios da segurança de máquinas, o curso de formação aborda os seguintes temas:
- Segurança de máquinas relativa à construção, ao fabricação e à manutenção de máquinas
- Avaliação de risco de acordo com a norma internacional ISO 12100
- Sistemas de segurança e requisitos de segurança elétrica
- Construção de sistemas de segurança funcionais de acordo com a ISO 13849-1

## Ligação Externa
- Página inicial oficial de CMSE - Certified Machinery Safety Expert